# Peter O'Donnell
Peter O'Donnell (11. april 1920 i London – 3. maj 2010 i Brighton) var en britisk skribent. Han blev mest kendt som skaberen af Modesty Blaise.
O'Donnell begyndte som professionel skribent i 1936, da han var 16 år gammel. I 1937 blev han ansat hos tegneserieforlaget Amalgamated Press, hvor han skrev historier til en række magasiner. Fra 1938 og i tiden gennem krigen gjorde han tjeneste i den britiske hærs Royal Corps of Signals, hvor han beskæftigede sig med radiokommunikation. Ud over Storbritannien gjorde han bl.a. tjeneste i Persien, Syrien, Egypten, Italien og Hellas.
Etter krigen forfattede O'Donnell manuskripter til tegneserier. I 1953 skrev han manuskripter til Daily Mirrors romantikserie Belinda, og samme år begyndte han at skrive inden for fantasy-serien Garth. Mellem 1956 og 1962 samarbejdede han med Jim Holdaway om den humoristiske detektivserie Romeo Brown.
Hans mest kendte figur, Modesty Blaise, blev først udgivet som tegneserie i londonavisen The Evening Standard i 1963. O'Donnell fortsatte sit arbejde med at skrive manuskripter til tegneserien frem til den blev afsluttet i 2001.
I løbet af sin karriere skrev han flere romantiske historiske bøger under pseudonymet Madeleine Brent.